# Dictadura militar
Una dictadura militar es una forma de gobierno autoritario en la cual (en mayor o menor grado) las instituciones ejecutivas, legislativas y judiciales son controladas por las fuerzas armadas que impiden cualquier forma de control democrático y social. Según Giovanni Sartori, un Estado dictatorial no es constitucional, por ello el dictador actúa en contra de la constitución o crea una en la que se le permita todo.
Suelen originarse como consecuencia de la supresión del sistema de gobierno existente hasta entonces tras un golpe de Estado.Según Felipe Victoriano Serrano el concepto de golpe de estado  expresa la captura del Estado por instituciones militares a partir de un acto material y simbólico. Con material se refiere a la medida en que los golpes utilizan la infraestructura propia de una situación de guerra para movilizar recursos que propician la conquista efectiva de instituciones civiles. Lo simbólico hace referencia al conjunto de códigos, desplegados sobre las instituciones civiles, altamente jerarquizados destinados a inundar el ámbito público de un principio de excepcionalidad.

## Características
Eric Allen Nordlinger, citado por el historiador español Eduardo González Calleja, clasificó en 1976 los regímenes militares en tres categorías: «moderadores» (cuando pretenden preservar el statu quo político y social); «guardianes» (cuando impiden el cambio político sin acometer la movilización política «desde arriba»); y «gobernantes», "que se proponen efectuar un cambio político y abordar grandes planes de desarrollo económico, lo que conlleva grandes transformaciones en los centros de distribución del poder". No todo régimen militar debe ser calificado como dictadura, aunque muy frecuentemente un grupo social particular le atribuye esta denominación al sentir que sus intereses se ven perjudicados por las medidas de excepción.
Las dictaduras militares generalmente han justificado su presencia en el poder como una manera de traer la estabilidad política para la nación o de rescatarla de la amenaza de "ideologías peligrosas". Los regímenes militares tienden a retratarse como independientes, como un partido "neutral" que proporciona una dirección interina apartidista en épocas de agitación social. 
Una de las características casi universales de un gobierno militar es la institución de la ley marcial o de un estado de la emergencia permanente, mediante la cual se eliminan todas las garantías jurídicas (derechos civiles, políticos e incluso sociales) que protegen a las personas contra el abuso del Estado. Los regímenes militares generalmente no respetan los derechos humanos y utilizan la fuerza y la represión para silenciar a los disidentes y opositores políticos.
Alain Rouquié sugiere que la historia de lo que en muchas ocasiones se denomina "dictaduras militares de la contemporaneidad, es más bien la historia de las luchas generales-comandantes para emanciparse de sus "electores" o de sus "bases institucionales". De igual forma establece una diferenciación entre las dictaduras militares contemporáneas europeas y latinoamericanas. Las dictaduras europeas que van de 1920 a 1940 tuvieron la característica de la instauración de regímenes autoritarios a través de la fundación de una nueva legitimidad que sustituía a los anteriores sistemas de valores políticos del Estado. Por el contrario, las dictaduras latinoamericanas  no pretendían crear un nuevo sistema político; se respaldaban en la legitimidad, y muchas veces, en la democracia representativa. De este supuesto parte precisamente para no considerarlas como fascistas.

## Dictaduras militares en América Latina y sus países involucrados

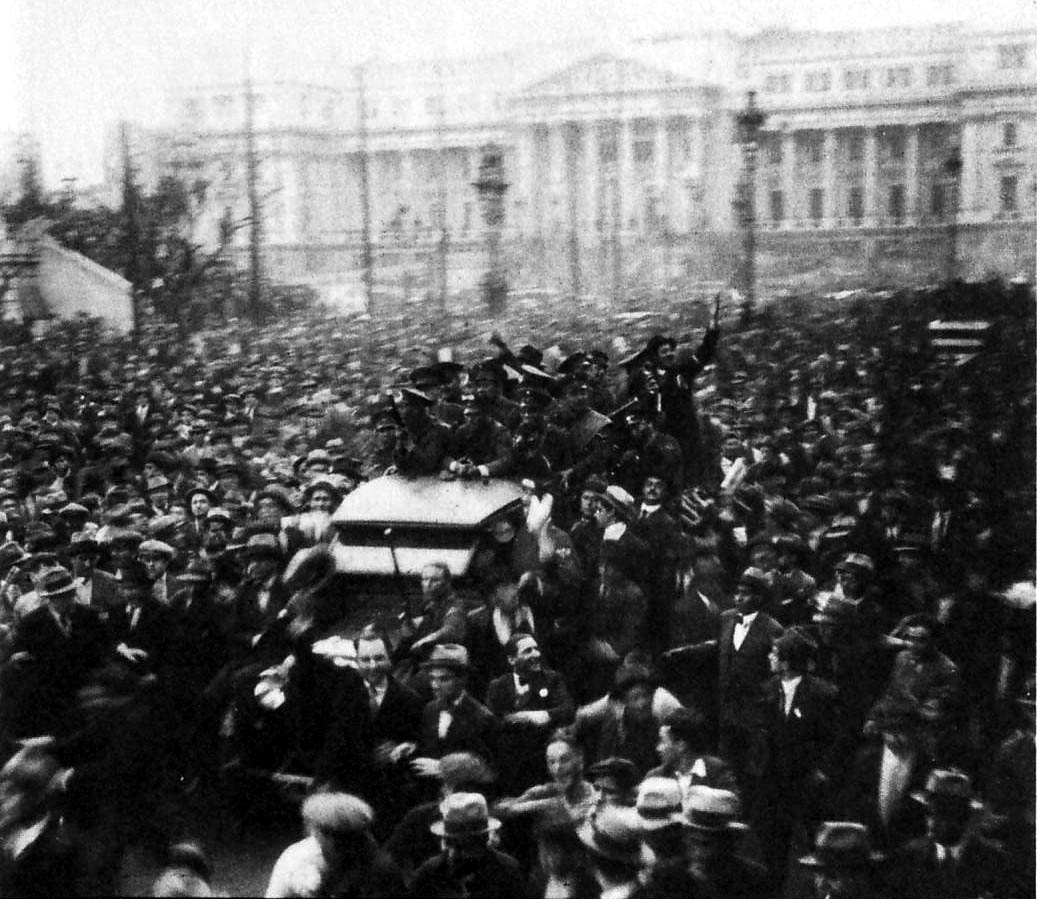
El golpe de Estado del 6 de septiembre de 1930 instauró la primera de una seguidilla de dictaduras militares en Argentina.

Como se ha documentado, la mayor parte de los dictadores militares en América Latina fueron formados en la Escuela de las Américas, institución que en el contexto de la Guerra Fría garantizó la fidelidad de los ejércitos latinoamericanos a la política exterior de los Estados Unidos. En el caso de América Latina se usó habitualmente como pretexto la amenaza del comunismo.
La dictadura militar típica en América Latina es dirigida por una junta o un comité integrado por la dirección del Estado mayor de los militares. Así fue como ocurrió en Bolivia, entre 1964 y 1982, en Argentina, entre los años 1976 y 1983, en Uruguay entre 1973 y 1985, en Chile entre 1973 y 1990, en Paraguay, desde 1954 hasta 1989, República Dominicana, desde 1930 hasta 1961, Perú, desde 1968 a 1980, Ecuador, desde 1972 hasta 1979, Colombia, entre 1953 y 1957, Nicaragua entre 1936 y 1956, Brasil desde 1964 hasta 1985, y Venezuela, entre 1948 y 1958.
En España y Portugal, aunque existía una Junta para el gobierno del Estado, ambos países eran gobernados de facto por dos líderes militares que concentraban todo el poder de decisión, en el caso de España, Francisco Franco gobernó entre los años de 1939 hasta su muerte en 1975, tras su victoria en la guerra civil española (1936-1939), apoyado por la Alemania nazi de Hitler y la Italia fascista de Mussolini. En Portugal, tras la creación del Estado Novo Portugués en 1926, António Salazar rigió el país desde 1932 hasta 1968, momento en el que fue sustituido por problemas de salud, cosa que propició la Revolución de los Claveles en 1974, que haría desaparecer la dictadura de más largo gobierno en Europa Occidental en el siglo XX. También añadir que, aunque la dictadura de Franco sufrió oposición, logró mantenerse en el cargo hasta su muerte debido a un cierto apoyo de la sociedad española, por una parte, de las élites aristocráticas, terratenientes y empresariales del país, y por otra de las clases medias conservadoras, fruto del fuerte crecimiento económico de los años 60 y por el desarrollo de un fuerte culto al líder anticomunista en torno a Franco.
- Argentina fue gobernada por juntas militares integradas por los más altos representantes del Ejército, la Armada y la Fuerza Aérea. En este caso, el presidente de la junta, primero entre iguales, suele asumir a menudo personalmente la jefatura del estado, pero luego va rotando. Así ocurrió con el teniente general Jorge Rafael Videla, quien asumió el poder en Argentina tras el golpe de Estado de 1976.
- En Uruguay, si bien hubo junta militar, también hubo civiles que oficiaron de "fachada" cívico-militar, como fue el caso de Juan María Bordaberry y los presidentes que le siguieron. Se trataba de civiles elegidos por la junta militar que oficiaban la presidencia.
- En Bolivia el poder estuvo en las manos de un solo oficial, el comandante en jefe del ejército durante la dictadura del general Hugo Banzer.
- En Chile, el entonces dictador y militar, Augusto Pinochet quien ostentó el poder en ese país, asumió en el mismo contexto de presidente de la Junta, pero luego consolidó el poder en torno a su figura y lo ejerció hasta el final del período, prolongándose incluso como senador vitalicio en la transición a la democracia.
- En México, en 1876 Porfirio Díaz asumió el poder después de un golpe de Estado cívico-militar conocido como la Revolución de Tuxtepec e instauró una dictadura militar, entre 1876 y 1911, más conocido como el Porfiriato. En plena Revolución Mexicana fue el caso de Victoriano Huerta, quien llegó al poder luego de asesinar al presidente legítimo Francisco I. Madero; su gobierno duró cerca de un año y medio, culminando luego de que las fuerzas de Pancho Villa tomaran Zacatecas.
- En El Salvador, fue el general Maximiliano Hernández Martínez quien ejerció el poder en aquel país.
- En Paraguay, sobrevivió como dictador militar el general Alfredo Stroessner, quien gobernó ese país durante treinta y cinco años.
- En República Dominicana, Rafael Trujillo gobernó el país hasta su asesinato en 1961.
- En Perú, el dictador Juan Velasco Alvarado integró el denominado Gobierno Revolucionario de la Fuerza Armada, luego gobernado por Francisco Morales Bermúdez.
- En Ecuador, gobernó Guillermo Rodríguez Lara, luego de derrocar al presidente José María Velasco Ibarra. Además tuvieron la dictadura del Consejo Supremo de Gobierno de 1976-1979.
- En Nicaragua el dictador militar Anastasio Somoza García se mantuvo en el poder por mucho tiempo y estableció una dinastía familiar que gobernó el país hasta 1979.
- En Brasil, se produce un golpe de Estado con el derrocamiento del gobierno de João Goulart. Se inicia una dictadura que durará hasta 1985.
- En Colombia, el general Gustavo Rojas Pinilla, ejerció el poder luego de un golpe de Estado, siendo sucedido por una Junta militar.[10]
- En Venezuela, ha habido varias dictaduras e intervencionismo militar, siendo una la del general Marcos Pérez Jiménez gobernó el país hasta ser depuesto por un golpe de Estado, perpetrado por sectores descontentos dentro de las Fuerzas Armadas de Venezuela.

Como todas las dictaduras, una dictadura militar puede ser oficial u oficiosa (algunos dictadores militares, como Omar Torrijos Herrera y Manuel Antonio Noriega en Panamá, aparecían como nominalmente subordinados al gobierno civil, no obstante, eran los hombres fuertes del régimen). El grado de control por parte de los militares sobre la sociedad civil es variable, existiendo situaciones más o menos mixtas, donde los militares ejercen  una influencia muy fuerte sin ser enteramente dominantes.

## Dictaduras militares en el mundo

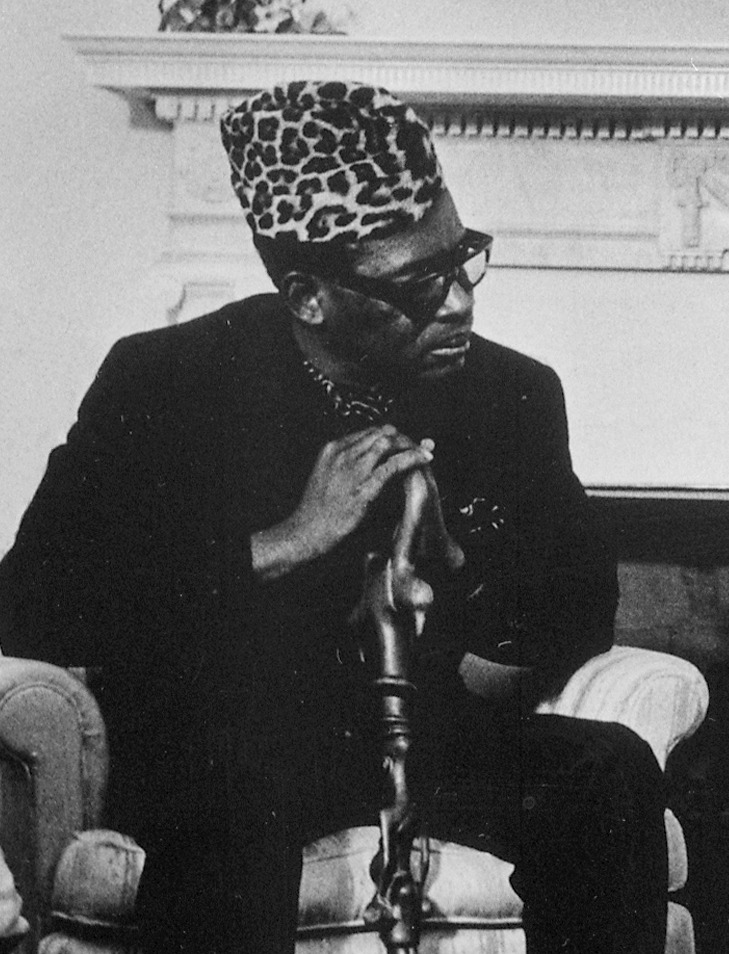
Mobutu Sese Seko, dictador militar del Congo.

Aparte de América Latina, tanto en África como el Oriente Próximo han sido comunes las dictaduras militares. En estos casos, los gobiernos militares vienen más a menudo a ser conducidos por una sola persona de gran alcance, y son autocracias además de dictaduras militares.  
Como líder de tal dictadura se puede mencionar a Idi Amin en Uganda, el cual desarrolló un culto a la personalidad. Un patrón muy diferente fue aplicado por el régimen de Saddam Hussein en Irak, que comenzó como Estado unipartidista gobernado por el partido Baaz, pero en el curso de su existencia se transformó en una dictadura militar.[cita requerida]

## En la actualidad
A partir de los años 1990, las dictaduras militares se han reducido en número. Existen diversas causas: las dictaduras militares no tienen una excesiva legitimidad y credibilidad internacionales; además, el final de la Guerra Fría y el derrumbamiento de la Unión Soviética hicieron más difícil para las dictaduras militares utilizar el pretexto de la "amenaza del comunismo" como justificación para sus acciones.[cita requerida]
Tailandia estuvo bajo una dictadura militar entre los años 2014 y 2019. En Sudán el 11 de abril de 2019 el ministro de Defensa y jefe del ejército, Ahmed Awad Ibn Auf, se hace con el poder en el país y anuncia la creación de un gobierno de transición de dos años. Actualmente, aún existen gobiernos bajo dictaduras militares de corta duración instaurados en los años 2021 y en 2022 en Birmania, Malí, Guinea y la más reciente en Burkina Faso.